# NatureServe
NatureServe — некоммерческая организация, занимающаяся освещением проблем сохранения биоразнообразия природы США, Канады и Латинской Америки.
Миссия организации состоит в создании научной базы, необходимой для эффективного сохранения редких видов.

## История
Организация NatureServe была основана в 1994 году, первоначально называлась Association for Biodiversity Information. Техническая и научная поддержка осуществляется The Nature Conservancy, другой экологической организацией. Штаб-квартира расположена в округе Арлингтон в Виргинии. Президент организации — Марк Шефер (англ. Mark Schaefer).
NatureServe является партнёром Всемирного союза охраны природы (IUCN).

## NatureServe Explorer
В октябре 2000 года был запущен онлайн-проект NatureServe — NatureServe Explorer. Это информационная база данных о более 65 тысяч видов растений и животных и экосистем США и Канады. Цель проекта — распространение доступной и достоверной информации о наличии видов на определённой территории, о численности их популяции и их ареале.

## Охранный статусNatureServe
С 1980-х годов The Nature Conservancy, а затем NatureServe присваивает видам различный охранный статус в зависимости от их редкости на территории всего ареала, государства или штата США. Обозначение охранного статуса состоит из двух символов, первый из которых — буква G, N, S, E или T, второй — символ X, H или ? или цифра от 1 до 5.
- G — охранный статус на протяжении всего ареала организма
- N — статус организма на территории определённого государства
- S — статус организма на территории субъекта государства (например, штата США или провинции Канады)
- E — статус инвазивного организма
- T — статус подвида
- X — полное исчезновение таксона на указанной территории
- H — возможное исчезновение таксона, не обнаруженного на территории в ближайшем прошлом
- 1 — таксон в критической опасности — менее 5 популяций или менее 1000 особей
- 2 — таксон в опасности — менее 20 популяций или менее 3000 особей
- 3 — таксон уязвим — менее 100 популяций или менее 10 000 особей
- 4 — таксон, вероятно, в безопасности — более 100 популяций или более 10 000 особей
- 5 — таксон не под угрозой, угрозы исчезновения полностью отсутствуют
- ? — неопределённый статус — наличие таксона на территории подтверждено, однако угроза его исчезновения не оценена